# ふしぎなブロビー プリンセス・ブロブを救え!
『ふしぎなブロビー プリンセス・ブロブを救え!』（英題：The Rescue of Princess Blobette）はゲームボーイ用ゲームソフトであり、ファミリーコンピュータ（NES）用ソフト『ふしぎなブロビー ブロバニアの危機』の続編である。北米ではイマジニアリングの親会社Absolute Entertainmentが、日本ではジャレコが販売し、ヨーロッパでは任天堂が販売した。
本作は、2人の主人公が、城の塔にとらわれているプリンセス・ブロブを救う内容となっており、前作同様プレイヤーは少年を操作して、ブロビーにさまざまなフレーバーのきゃんでぃー(英語版ではジェリービーンズ)を与えて様々な道具に変身させるシステムとなっている。
前作同様、本作のゲームデザインはデイビッド・クレインが担当した。

## 内容
本作は、少年とブロビーが、ブロビーのガールフレンドであるプリンセス・ブロブを救う物語である。
敵の錬金術師により、プリンセス・ブロブは惑星ブロバニアのロイヤルキャッスルで最も高い塔の中に幽閉されている。前作と同様に本作もパズルゲームとプラットフォーム・ゲームを合わせた内容となっており、本作はプレイヤーを直接操作し、ブロビーは自動で少年に付いていく。二人はプリンセス・ブロブを見つけて解放するために、城の内部を移動する。前作同様、少年は前後にしか走ること以外の動作はできないため、ブロブにさまざまなフレーバーのきゃんでぃーを食べさせて道具に変身させる必要がある。たとえば、ブロビーがぷりん（英語版ではtangering）のきゃんでぃーを食べるとトランポリンに変身し、少年を高い場所に移動させることができる。プレーヤーは、追加のキャンディー袋と多数のオプションの宝物を見つけることもできる。5つのコインを見つけると、プレーヤーの残機が1つ増える。

## 開発
本作の開発はイマジニアリングが担当し、前作『ふしぎなブロビー ブロバニアの危機』リードデザイナーでもあるデイビッド・クレインが設計・プログラムを担当した。1990年9月号のGameProには、『ふしぎなブロビー ブロバニアの危機』の続編についての記事が掲載された。本作は1990年11月9日に日本でジャレコよりリリースされたのち、翌年の1991年5月にはイマジニアリングの親会社アブソルート・エンターテインメントから北米向けに販売した。
ふしぎなブロビーシリーズの権利は、現在Majesco Entertainmentが所有している。この会社は、WayForward Technologiesが開発した『ふしぎなブロビー ブロバニアの危機』のWii向けリメイクを「A Boy and His Blob」として販売し、オリジナルNES版のゲームをバーチャルコンソール上で2009年に再リリースした。WayForward Technologiesのディレクターであるショーン・ベラスコは、本作を拾い上げることができるかと尋ねられたとき、「ブロビーはマジェスコの財産でもあるので、彼女が新しいゲームに登場できない理由はない。私たちには彼女のための素晴らしいアイデアがある」と返答した。

## 反響
本作に対する反響は概ね好意的である。コンピューター・アンド・ビデオゲームズは、このゲームはやみつきになるほど楽しいものであると称賛し、独創的なものを求め、多くの時間を手に入れているプレイヤーに推奨した。 ニンテンドウパワーはこれらのコメントを反映し、初心者のプレイヤーと、元のふしぎなブロビーを既にマスターしているプレイヤーの両方にとって難しいと付け加えた。 NintendojoのEd Griffithsは、ゲームのグラフィックスとサウンドは非常に単純であると感じていたが、パズルと探索のゲームプレイミックスが初めてのプレーヤーにとって満足できるものであることを指摘した。グリフィスは次のように要約した、「短く、2回目（または100回目）ほど面白くありませんが、このゲームはキーパーです。続く間は、完全に楽しいです、そして、ユニークなゲームプレイはそれにふさわしいカルト古典的なステータスを与えます 。1UP.comのライター、レイ・バーンホルトは、オリジナルのふしぎなブロビーに精通しており、プリンセス・ブロブを救え!にはまったく感銘を受けなかった。バーンホルトは、移動する限られた部屋、ブロブが誤って少年を致命的な罠に押し込む能力と、自分の進歩を救う方法がないことを否定的に捕らえた 。

### 後世への影響
アクションゲーム『PPKP』の作者・@toshihiro_appは、ファミ通とのインタビューの中で『PPKP』に影響を与えた作品の一つとして本作を挙げている。@toshihiro_appは友人から本作を借りた際、説明書がなく、ゲーム内のチュートリアルもない中、試行錯誤を繰り返す中でルールを見出す過程が楽しかったと話している。

## 参照資料
1. ↑   The Rescue of Princess Blobette, Absolute Entertainment, (May 1991)
2. ↑  “不思議なブロビー　-プリンセス・ブロブを救え!-”.  ジャレコ. 2011年4月10日閲覧。
3. ↑  “Game Boy (original) Games” (PDF).  Nintendo. 2011年6月15日時点のオリジナルよりアーカイブ。2011年9月24日閲覧。
4. 1 2  Griffiths, Ed (2004年9月25日). “Reviews: Rescue of Princess Blobette”.   Nintendojo. 2011年4月10日閲覧。
5. ↑  Club Nintendo (Nintendo of Europe) 4 (1):  20. (1992).
6. ↑  Buchanan, Levi. “Top 100 NES Games of All Time: 74. A Boy and His Blob: Trouble on Blobolonia”.  IGN. 2011年4月10日閲覧。
7. ↑  Watts, Steven (2009年3月3日). “Reimagined Boy and His Blob Coming to Wii”.  1UP.com. 2009年3月4日時点のオリジナルよりアーカイブ。2009年3月3日閲覧。
8. ↑  “Download New BIT.TRIP Kicks, Speeding Karts, Magic Castles and More”.   Nintendo of America (2009年11月23日). 2009年11月23日閲覧。
9. ↑  Riley, Adam (2009年12月7日). “Interview | WayForward Talks A Boy and his Blob (Wii)”.   Cubed3. 2011年4月14日閲覧。
10. ↑  Barnholt, Ray (2009年5月7日). “Retronautsploration: A Boy and His 'Boy and a Boy and His Blob”.  1UP.com. 2011年11月6日閲覧。
11. 1 2  @toshihiro_app（インタビュー）「『PPKP（パンチ パンチ キック パンチ）』はキックとパンチで平和を取り戻せ！【とっておきインディーVol.129】」『ファミ通,KADOKAWA』、2017年7月17日。2020年6月7日閲覧。